# Fredrik Wulff

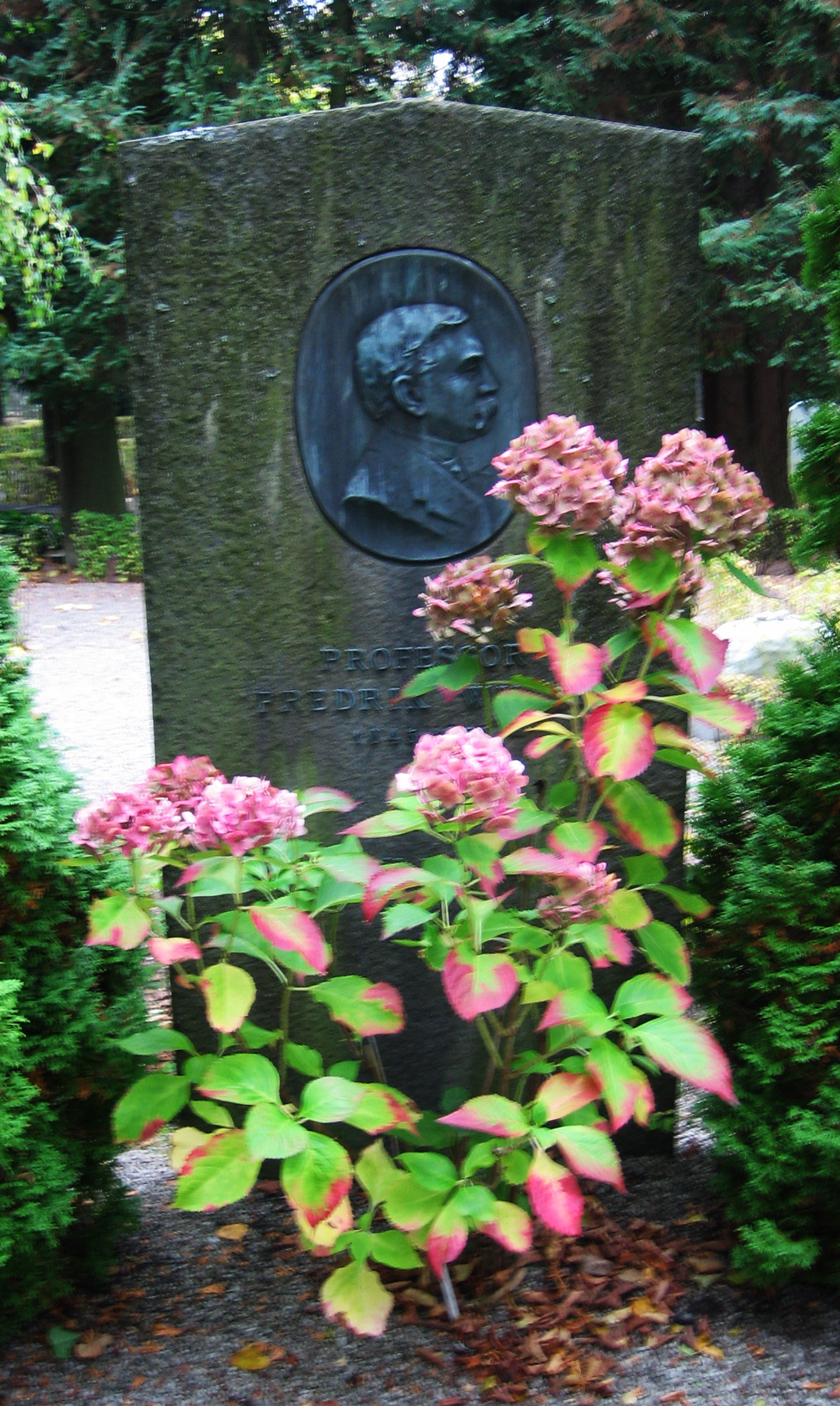
Fredrik Wulffs grav på Östra kyrkogården i Lund.

Fredrik Amadeus Wulff, född 11 februari 1845 i Göteborg, död 31 december 1930 i Lund, var en svensk romanist, fonetiker och språkforskare.

## Biografi
Wulff blev student vid Lunds universitet 1866, filosofie doktor 1874 och docent i franska 1875. Han utnämndes 1879 till lektor i franska och engelska vid Katedralskolan i Lund, men lämnade redan 1882 denna plats för att odelat ägna sig åt rent vetenskapliga sysselsättningar. 1888 blev han den förste innehavaren av den då vid Lunds universitet nyinrättade extra ordinarie professuren i de romanska språken, som förut varit förenade med de germanska under en för båda dessa språkgrupper gemensam lärostol. 1901 blev han ordinarie professor. Efter uppnådd pensionsålder avgick Wulff från sin professur 1910. År 1912 blev han ledamot av Kungliga Vetenskaps- och Vitterhetssamhället i Göteborg. Wulff blev hedersledamot vid Hallands nation 1928, samma år som nationen grundades.
Wulff ligger begravd på Östra kyrkogården i Lund.

## Forskning
Som vetenskaplig författare utvecklade Wulff en resultatrik verksamhet. Bibliografin över hans skrifter, utgiven på hans 75-årsdag av Bengt Wulff, upptar 107 nummer. Många av hans verk är emellertid utgivna i samarbete med andra, särskilt hans arbeten i svensk språkvetenskap i förening med Ivar Adolf Lyttkens. Wulffs gradualavhandling var en jämförande studie i fornnordiska och franska sagor, ett ämne vartill han sedan återkom och som ledde honom till utgivning av åtskilliga franska texter. Men snart kom Wulff in på det område där han uträttat sitt mest kända verk, fonetikens. Där har han publicerat ett stort antal mycket värdefulla arbeten, såväl beträffande de romanska språken som i synnerhet svenskan. Att nämna är särskilt de på en rik materialsamling och noggranna iakttagelser grundade arbetena Svenska språkets ljudlära och beteckningslära (1885), Svensk uttalsordbok (1889), Svensk ordlista (1911), Metodiska ljudövningar (1911), Ordskatt och ljud-förråd i svenska språket (1916), alla tillsammans med Lyttkens.  Från fonetiken och accentförhållandena fördes Wulff in på versläran och frågan om versens rytmicitet. Där har han likaledes författat flera arbeten vilka för de romanska språkens, i synnerhet franskans, vidkommande uppställer regler, som på den tiden stod under debatt. 
Den mest populära sidan av Wulffs författarverksamhet torde vara hans arbeten om italienska skalder. Efter att ha gett ut en översättning av Dantes I livets vår (jämte andra lyriska dikter med italiensk text, 1897), belönad med Letterstedtska översättningspriset och Svenska akademiens kungliga pris, och efter översättningar och specialstudier över Petrarca utgav Wulff En svensk Petrarca-bok (2 band, 1905, 1907), vari översättningar är inströdda, samt senare (1913) Ur Giacomo Leopardis lif och diktning. På den romanska filologins område är ytterligare att nämna en edition av den spanske skalden Juan de la Cueva och arbeten i fransk syntax. Dessa romanistiska arbeten förbereddes till stor del genom talrika och omfattande utländska resor.

## Priser och utmärkelser
- 1898 – Kungliga priset
- 1898 – Letterstedtska priset för översättningen av Dantes I livets vår